# Zeche Thiesgracht
Die Zeche Thiesgracht ist ein ehemaliges Steinkohlenbergwerk in Mülheim-Fulerum. Das Bergwerk war auch unter den Namen Zeche Theisgracht und Zeche Thiesgracht in der Hammelsbeck bekannt. 

## Bergwerksgeschichte
Das Bergwerk war bereits gegen Ende des 18. Jahrhunderts in Betrieb. Im Jahr 1813 wurde der seigere Wetterschacht 4 abgeteuft. Der Schacht hatte eine Teufe von zehn Lachtern. Ab April desselben Jahres wurde mit sechs Bergleuten der Betrieb aufgenommen und Steinkohle abgebaut. Ab dem Jahr 1816 erfolgte die Gewinnung im Unterwerksbau. Im selben Jahr wurde mit den Teufarbeiten für einen neuen Schacht begonnen. Im darauffolgenden Jahr wurden die Teufarbeiten weitergeführt, es fand kein Abbau statt. In diesem Jahr waren 17 Mitarbeiter auf dem Bergwerk beschäftigt. Im Jahr 1819 wurden im Grubenfeld Ausrichtungsarbeiten getätigt. Im Jahr 1821 fand zunächst noch Abbau statt, ab Mai war das Bergwerk außer Betrieb. Ab Mai des darauffolgenden Jahres wurden alte Kohlenpfeiler abgebaut. Ab dem Jahr 1823 lag das Bergwerk in Fristen. Im Jahr 1826 wurde nur im Monat März Steinkohle abgebaut, ab April desselben Jahres wurde das Bergwerk stillgelegt. Im Jahr 1844 wurde die Abbauberechtigung verliehen. Im Jahr 1851 konsolidierte die Zeche Thiesgracht zur Zeche Vereinigte Wiesche.